# Oudezeele
 Oudezeele là một xã ở trong tỉnh Nord ở miền bắc nước Pháp. Xã này có diện tích 9,36 km², dân số năm 1999 là 522 người. Xã nằm ở khu vực có độ cao trung bình 10 mét trên mực nước biển.